# Kevin Ashton

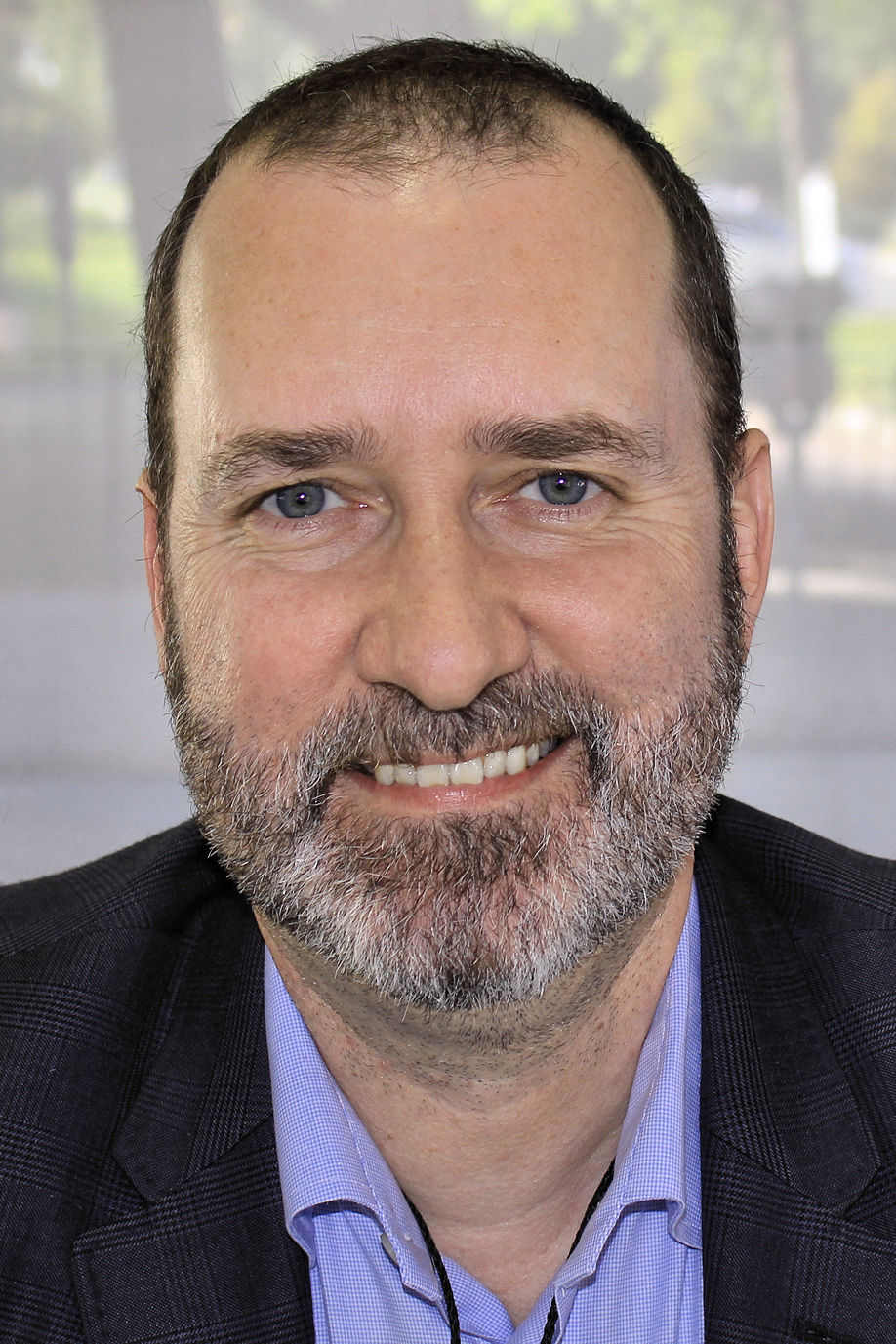
Kevin Ashton

Kevin Ashton (* 1968 in Birmingham in England) ist ein britischer Technologie-Pionier, der am Auto-ID Center am Massachusetts Institute of Technology (MIT) einen internationalen Standard für RFID und andere Sensoren erstellt und mitbegründet hat.

## Leben
Ashton wuchs in Birmingham auf und studierte an der University of London Skandinavistik. 1997 arbeitete er als Produktmanager für Procter & Gamble und kam auf die Idee, in Lippenstifte winzige Funkchips einzusetzen. 1999 siedelte er in die USA über. Er gilt auch als Erfinder des Begriffs Internet der Dinge (auch englisch Internet of Things und abgekürzt IoT genannt). Dieser Begriff beschreibt ein System, das eindeutig identifizierbare physische Objekte (things) mit einer virtuellen Repräsentation in einer Internet-ähnlichen Struktur verknüpft.
Im April 2013 wurde bekannt, dass Ashton für die Erstellung des bis dahin als echt geltenden mexikanischen Social-Media-Gurus namens Santiago Swallow verantwortlich ist. Die virtuelle Internet-Persönlichkeit Santiago Swallow war nur ein Fake, hatte aber etwa 90.000 Twitter-Follower und verfügte über eine glaubhaft scheinende Biographie auf der englischsprachigen Wikipedia. Kevin Ashton bezeichnete die Einrichtung dieser Kunstfigur als Versuch darzustellen, dass die Anzahl der Twitter-Follower nichts darüber aussagt, wie glaubwürdig die Person ist, der gefolgt wird.